# Trivante Stewart
Trivante Vincent Stewart (Spanish Town, 22 marzo 2000) è un calciatore giamaicano, attaccante del Maccabi Haifa.

## Carriera

### Club

#### Gli inizi
Stewart ha iniziato la sua carriera con DB Basovak nella sua città natale di Spanish Town, prima di andare a giocare a calcio alla Innswood High School e alla Charlie Smith High School, quest'ultima rappresentata nella Manning Cup.
Ha iniziato la sua carriera professionale con l'UWI, prima di trasferirsi al Molynes United nel 2022.
A metà della stagione 2022-2023, si è trasferito a Mount Pleasant, segnando quindi cinque gol nelle prime quattro partite con il club di Saint Ann Parish.

#### Salernitana e prestito in Serbia
Il 17 agosto 2023, Stewart firma un contratto triennale con la Salernitana, in Serie A, diventando così il terzo calciatore giamaicano a giocare nella massima serie italiana, nonché il primo arrivato direttamente dal campionato giamaicano. Ha fatto il proprio debutto con i granata il 1º ottobre seguente, subentrando a Jovane Cabral al 79º minuto della gara di campionato persa per 4-0 contro l'Inter. Il 4 gennaio 2024, debutta in Coppa Italia, disputando da titolare la gara persa per 6-1 in casa della Juventus. Colleziona in tutto cinque presenze fra campionato e coppa.
Il 15 febbraio 2024, Stewart viene ceduto in prestito al Javor Ivanjica, militante nella Superliga serba. Esordisce in campionato tre giorni dopo, nella gara in trasferta contro il Radnički Niš (1-0). Il 17 marzo seguente, mette a segno la sua prima rete con il club, decidendo la gara contro il Železničar Pančevo (0-1). Successivamente, Trivante mette a segno altre due reti, di cui una in rovesciata ai danni del Voždovac. Termina la sua stagione in Serbia con 19 presenze totali e tre reti, pur non riuscendo a evitare la retrocessione della sua squadra in seconda serie, causata dalla sconfitta nei play-out.

#### Radnički Niš
Il 2 luglio 2024, Stewart viene ceduto a titolo definitivo al Radnički Niš, sempre nella massima serie serba. Esordisce con i serbi il seguente 20 luglio, in una sconfitta esterna contro il Čukarički. Il 22 settembre contribuisce con una doppietta alla vittoria casalinga contro lo Spartak Subotica. Si ripete la settimana seguente, nel pareggio 3-3 in trasferta contro il Vojvodina. Il 30 ottobre esordisce in Coppa di Serbia, segnando una delle 6 reti refilate al FK Trepča.

### Nazionale
Ha esordito con la maglia della nazionale giamaicana il 9 novembre 2022 nell'amichevole pareggiata 1-1 contro il Camerun.

## Statistiche

### Presenze e reti nei club
Statistiche aggiornate al 15 dicembre 2024.
| Stagione              | Squadra               | Campionato            | Campionato | Campionato | Coppe nazionali | Coppe nazionali | Coppe nazionali | Coppe continentali | Coppe continentali | Coppe continentali | Altre coppe | Altre coppe | Altre coppe | Totale | Totale |
| Stagione              | Squadra               | Comp                  | Pres       | Reti       | Comp            | Pres            | Reti            | Comp               | Pres               | Reti               | Comp        | Pres        | Reti        | Pres   | Reti   |
| --------------------- | --------------------- | --------------------- | ---------- | ---------- | --------------- | --------------- | --------------- | ------------------ | ------------------ | ------------------ | ----------- | ----------- | ----------- | ------ | ------ |
| 2019-2020             | UWI Blackbirds        | PL                    | 20         | 4          | -               | -               | -               |                    | -                  | -                  |             | -           | -           | 20     | 4      |
| 2021                  | Molynes United        | PL                    | 8          | 2          | -               | -               | -               |                    | -                  | -                  |             | -           | -           | 8      | 2      |
| 2021-2022             | Mount Pleasant        | PL                    | 10+2       | 6          | -               | -               | -               |                    | -                  | -                  |             | -           | -           | 12     | 6      |
| 2022-2023             | Mount Pleasant        | PL                    | 21+5       | 15+3       | -               | -               | -               |                    | -                  | -                  |             | -           | -           | 26     | 18     |
| Totale Mount Pleasant | Totale Mount Pleasant | Totale Mount Pleasant | 31+7       | 21+3       |                 | 0               | 0               |                    | 0                  | 0                  |             | -           | -           | 38     | 24     |
| 2023-feb. 2024        | Salernitana           | A                     | 4          | 0          | CI              | 1               | 0               |                    | -                  | -                  |             | -           | -           | 5      | 0      |
| feb.-giu. 2024        | Javor Ivanjica        | SL                    | 17+2       | 3+0        | CS              | -               | -               |                    | -                  | -                  |             | -           | -           | 19     | 3      |
| 2024-2025             | Radnički Niš          | SL                    | 18         | 6          | CS              | 1               | 1               |                    | -                  | -                  |             | -           | -           | 19     | 7      |
| Totale carriera       | Totale carriera       | Totale carriera       | 98+9       | 29+3       |                 | 2               | 1               |                    | 0                  | 0                  |             | -           | -           | 108    | 40     |

### Cronologia presenze e reti in nazionale
| Cronologia completa delle presenze e delle reti in nazionale ― Giamaica | Cronologia completa delle presenze e delle reti in nazionale ― Giamaica | Cronologia completa delle presenze e delle reti in nazionale ― Giamaica | Cronologia completa delle presenze e delle reti in nazionale ― Giamaica | Cronologia completa delle presenze e delle reti in nazionale ― Giamaica | Cronologia completa delle presenze e delle reti in nazionale ― Giamaica | Cronologia completa delle presenze e delle reti in nazionale ― Giamaica | Cronologia completa delle presenze e delle reti in nazionale ― Giamaica |
| Data                                                                    | Città                                                                   | In casa                                                                 | Risultato                                                               | Ospiti                                                                  | Competizione                                                            | Reti                                                                    | Note                                                                    |
| ----------------------------------------------------------------------- | ----------------------------------------------------------------------- | ----------------------------------------------------------------------- | ----------------------------------------------------------------------- | ----------------------------------------------------------------------- | ----------------------------------------------------------------------- | ----------------------------------------------------------------------- | ----------------------------------------------------------------------- |
| 9-11-2022                                                               | Yaoundé                                                                 | Camerun                                                                 | 1 – 1                                                                   | Giamaica                                                                | Amichevole                                                              | -                                                                       | 46’                                                                     |
| 12-3-2023                                                               | Montego Bay                                                             | Giamaica                                                                | 0 – 1                                                                   | Trinidad e Tobago                                                       | Amichevole                                                              | -                                                                       | 65’                                                                     |
| 15-3-2023                                                               | Kingston                                                                | Giamaica                                                                | 1 – 1                                                                   | Trinidad e Tobago                                                       | Amichevole                                                              | -                                                                       | 7’                                                                      |
| 18-11-2023                                                              | Kingston                                                                | Giamaica                                                                | 1 – 2                                                                   | Canada                                                                  | CONCACAF Nations League 2023-2024 - Quarti di finale                    | -                                                                       | 21’ 81’                                                                 |
| Totale                                                                  |                                                                         | Presenze                                                                | 4                                                                       |                                                                         | Reti                                                                    | 0                                                                       |                                                                         |

## Palmarès

### Competizioni nazionali
- Jamaica Premier League: 1

Mount Pleasant: 2022-2023